# Мигель, Моника
Моника Мигель (исп. Monica Miguel) (13 марта 1936, Тепик, Найярит, Мексика — 12 августа 2020, Мехико, Мексика) — мексиканская актриса, певица и режиссёр.

## Биография
Родилась в 1936 году в Тепике. Проводила исследования в ANDA. Проживала 8 лет в Риме, где в совершенстве овладела итальянским языком. В мексиканском кинематографе дебютировала в 1966 году и с тех пор снялась в 40 работах в кино и телесериалах. Телесериалы  «Ничья любовь»,  «Узы любви» и  «Секс и другие секреты» оказались наиболее популярными с участием актрисы. Кроме актёрской деятельности, она занималась также административной работой — в ряде телесериалов она выступала в качестве мастера диалогов между актёрами. В качестве режиссёра поставила 20 телесериалов. Была номинирована 15 раз на различные премии, из которых ей удалось одержать достойную победу в 13 из них.
Скончалась 12 августа 2020 года в Мехико.

## Фильмография

### В качестве актрисы
- Медики, линия жизни (2019) … Ines
- I Dream in Another Language (2017) … Jacinta
- Буря (сериал, 2013) La Tempestad … Eusebia + режиссёр
- Сила судьбы (сериал, 2011) La fuerza del destino
- Очарование (сериал, 2009—2010) Sortilegio … Maya San Juan + режиссёр
- Секс и другие секреты (сериал, 2007 — …) Sexo y otros secretos … Mónica
- Рассвет (сериал, 2005 — …) Alborada … Modesta + режиссёр
- Дом на пляже (сериал, 2000) La casa en la playa … María Estrada + режиссёр
- Мария Исабель[исп.] (сериал, 1997) María Isabel … Chona + режиссёр
- Узы любви (сериал, 1995 — …) Lazos de amor … Chole + режиссёр
- Там за мостом (сериал, 1994) Más allá del puente … Amaranta + режиссёр
- Навстречу солнцу (сериал, 1992) De frente al sol … Amaranta + режиссёр
- Хертрудис (1992) Gertrudis … Nana
- Ничья любовь (сериал, 1990) Amor de nadie … Socorro + режиссёр
- Когда приходит любовь (сериал, 1990) Cuando llega el amor … Yulma + режиссёр
- Цветок и корица (сериал, 1989) Flor y canela … epizode + режиссёр
- Есения (сериал, 1987) Yesenia … Trifenia
- Хитрость (сериал, 1986) El engaño … Carmen
- Женщина, случаи из реальной жизни (сериал, 1985 — …) Mujer, casos de la vida real
- Под огнем (1983) Under Fire … Doctor
- Из-за любви (сериал, 1982) Por amor … Ramona
- Oficio de tinieblas (1981)
- Мой друг Виннету (сериал, 1980) Winnetou le mescalero … Nalin Vincent
- Víbora caliente (1978) … Ramona
- Дом Бернарды Альбы (ТВ, 1974) La casa de Bernarda Alba … Magdalena
- Принесите мне голову Альфредо Гарсиа (1974) Bring Me the Head of Alfredo Garcia … Dolores de Escomiglia
- В тумане (сериал, 1973) Entre brumas
- Орфей 9 (ТВ, 1973) Orfeo 9 … Chiromante
- Один стрелок, сто крестов (1971) Una pistola per cento croci! … Jenny — Gang Leader
- Ночь змей (1969) La notte dei serpenti
- Планета женщин-завоевательниц (1966) El planeta de las mujeres invasoras … Desinea*

### В качестве режиссёра
- Непростительно (сериал, 2015) Lo imperdonable
- Тереза (сериал, 2010 — …) Teresa
- Страсть (сериал, 2007) Pasión
- Истинная любовь (сериал, 2003) Amor real
- Источник (сериал, 2001—2002) El manantial
- Моя судьба – это ты (сериал, 2000) Mi destino eres tú
- Привилегия любить (сериал, 1998—1999) El privilegio de amar
- Мне не жить без тебя (сериал, 1996) Te sigo amando
- Алондра (сериал, 1995) Alondra
- Тихая любовь (сериал, 1987—1988) Amor en silencio